# Михайлово (Уренский район)
Михайлово — деревня в составе Устанского сельсовета в Уренском районе Нижегородской области.

## География
Находится на расстоянии примерно 10 километров по прямой на запад-юго-запад от районного центра города Урень.

## История
Известна с 1723 года, названа по имени первопоселенца. До 1768 деревня была владением дворцовой канцелярии, после Придворной конторы, с 1797 удельной. В 1870 года хозяйств 9 и 81 житель. Население было старообрядцами. В советское время работал колхоз «Октябрь».

## Население
Постоянное население составляло 103 человека (русские 100 %) в 2002 году, 94 — в 2010.